# Cròmia
Cròmia (en grec antic Χρομία) va ser, segons la mitologia grega, una filla d'Itonos, fill d'Amficcíon, i descendent de Deucalió.
Pausànias diu que estava casada amb Endimió i va ser la mare d'Epeu, Etol i Pèon.